# Brunswick, Georgia
Brunswick är en stad (city) i Glynn County, i delstaten Georgia, USA. Enligt United States Census Bureau har staden en folkmängd på 15 525 invånare (2011) och en landarea på 44,2 km². Brunswick är huvudort i Glynn County.